# Alex Close
Alex Close (ur. 26 listopada 1921 w Moignelée – zm. 21 października 2008 w Ligny), belgijski kolarz szosowy.
Największe sukcesy Close odnosił w latach 50. W Tour de France, w końcowej klasyfikacji zajął siódme miejsce. Ponadto wygrał wyścigi Tour de Belgique w 1955 roku i Critérium du Dauphiné Libéré w 1956 roku.